# Михалєков-Ярек
Михалєков-Ярек (хорв. Mihaljekov Jarek) — населений пункт у Хорватії, у Крапинсько-Загорській жупанії у складі міста Крапина.

## Населення
Населення за даними перепису 2011 року становило 469 осіб.
Динаміка чисельності населення поселення: